# لندوور
لندوور (به انگلیسی: Llanddowror) یک منطقهٔ مسکونی در بریتانیا است که در کارمارتنشر واقع شده‌است. لندوور ۸۵۱ نفر جمعیت دارد.